# Augraben (Nebel)
Der Augraben ist ein Fluss in Mecklenburg-Vorpommern. Er fließt in südwestliche Richtung im Urstromtal der Recknitz und mündet beim Güstrower Ortsteil Primerburg in die Nebel. Der Augraben bifurkiert südwestlich der Stadt Laage mit der Recknitz. Gemeinsamer Quellfluss ist der Korleputer Mühlenbach. Nach 7,5 km, in der Nähe des Ortes Recknitz, quert er die Bundesautobahn 19 bei der „Raststätte Recknitzniederung“.